# Luzon
Luzon (/luːˈzɒn/; tiếng Tagalog: [luˈson]) là đảo lớn nhất và đông dân nhất của Philippines. Đây là đảo có diện tích lớn thứ 15 trên thế giới. Luzon nằm tại phía bắc của quần đảo Philippines, là trung tâm kinh tế và chính trị của đảo quốc này, và có thủ đô Manila. Dân số Luzon đạt 53 triệu người tính đến  năm 2015, là đảo đông dân thứ tư trên thế giới (sau Java, Honshu, và Anh), chiếm khoảng 53% tổng dân số toàn quốc.
Luzon cũng có thể được xem là một trong ba nhóm đảo chính tại Philippines. Theo đó, ngoài đảo chính Luzon thì còn gồm có các nhóm đảo Batanes và Babuyan ở phía bắc, Polillo ở phía đông, các quần đảo xa Catanduanes, Marinduque, Masbate, Romblon, Mindoro và Palawan cùng các đảo khác ở phía nam.

## Từ nguyên

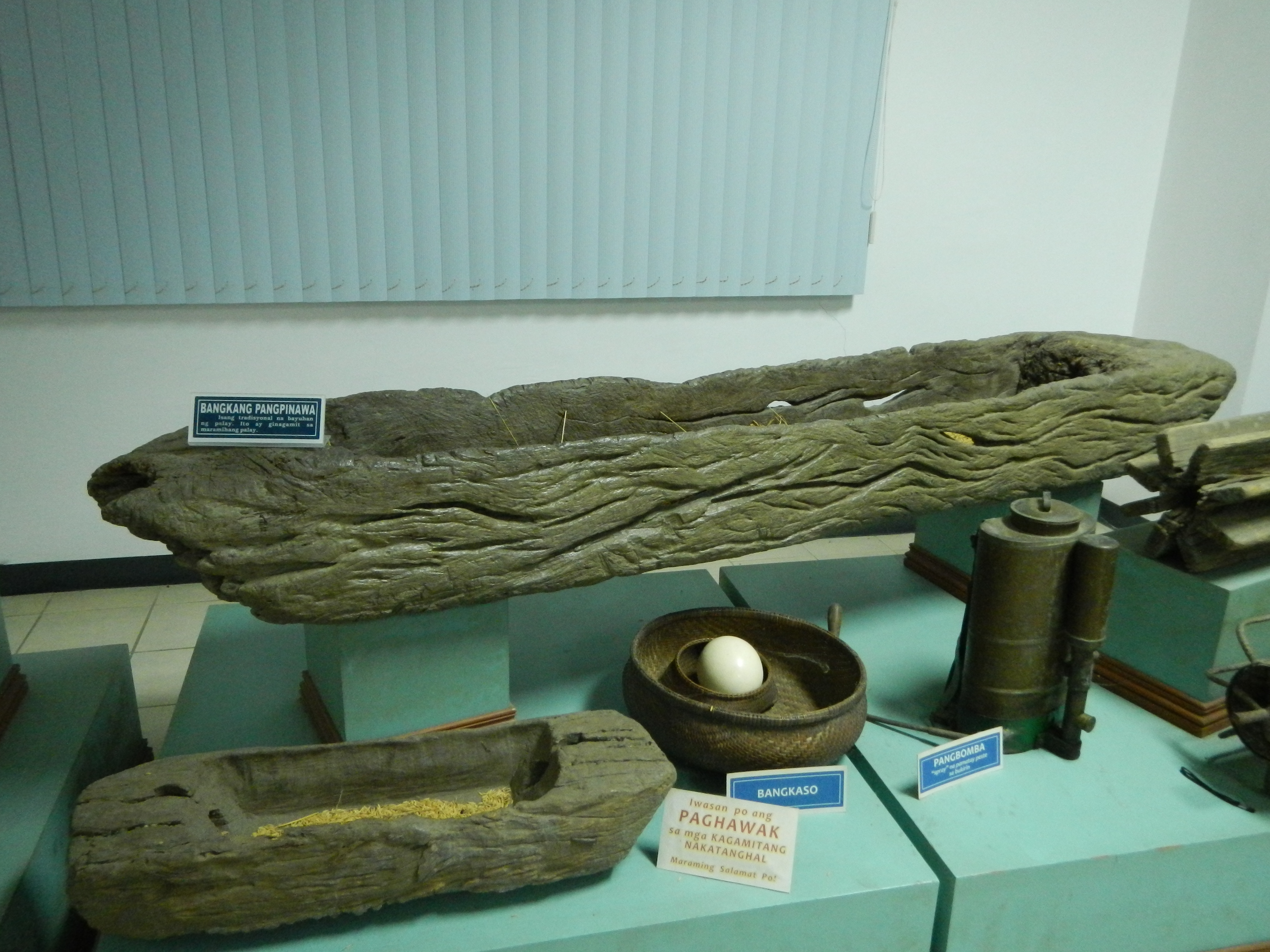
Bangkang Pinawa, chày cối cổ đại của Philippines.

Tên gọi Luzon được cho là bắt nguồn từ lusong trong tiếng Tagalog, nghĩa là một cái cối lớn bằng gỗ được dùng để giã gạo.

## Lịch sử
Luzon từng có các vương quốc Ấn Độ giáo-Phật giáo, các lãnh địa Hồi giáo và các bộ lạc dân tộc-tôn giáo, họ có các liên kết mậu dịch với Borneo, Malaya, Java, Đông Dương, Ấn Độ, Lưu Cầu, Triều Tiên, Nhật Bản và Trung Quốc trước thời thuộc địa Tây Ban Nha. Các dân tộc Tagalog và Kapampangan tại miền nam và miền trung Luzon từng lập ra một số chính thể lớn tại duyên hải, đáng chú ý nhất là Maynila, Tondo và Namayan. Bản khắc đồng Laguna có niên đại từ năm 900 và là văn kiện đầu tiên của Philippines, trên đó ghi các địa danh tại khu vực vịnh Manila cũng như Medan tại Indonesia. Các vương quốc này dựa trên giao ước giữa những người cai trị cấp làng (Datu) và địa chủ (Lakan) hay Rajah, họ phải cống nạp và nộp thuế. Các vương quốc này dựa trên mậu dịch hàng hải với các chính thể châu Á lân cận vào đương thời. Một số nơi tại Luzon bị Hồi giáo hóa khi Vương quốc Brunei bành trướng lãnh địa từ Borneo đến Philippines và lập ra Vương quốc Maynila bù nhìn. Ngoài ra, còn có các chính thể khác như Vương quốc Pangasinan cống nạp cho Trung Quốc, cũng như các vương quốc Hán hóa.
Theo các nguồn tài liệu đương thời, việc mua bán bình gốm Ruson-tsukuri bản địa (呂宋製) dùng để đựng trà và rượu với Nhật Bản trở nên phát đạt vào thế kỷ XII, và các thợ gốm Tagalog, Kapampangan và Pangasinan khắc vào mỗi bình các chữ Baybayin nhằm ký hiệu sản phẩm và nơi sản xuất. Một số lò trở nên nổi tiếng và giá cả dựa vào danh tiếng của mỗi lò.
Minh Thành Tổ từng đặt ra chức tổng đốc Luzon người Trung Quốc trong các hành trình của Trịnh Hòa và bổ nhiệm một người vào chức vụ này vào năm 1405. Nhiều nhà lãnh đạo trên quần đảo cũng nhận làm chư hầu của Trung Quốc. Trung Quốc có được uy thế trong mậu dịch với khu vực dưới thời Thành Tổ.
Các nhà thám hiểm người Bồ Đào Nha là những người châu Âu đầu tiên ghi nhận Luzon trong hải đồ của họ, với tên gọi là Luçonia hay Luçon và các cư dân trên đảo được gọi là Luçoes. Nhà ngoại giao Edmund Roberts đến thăm Luzon vào đầu thế kỷ XIX, ông viết rằng Luzon được "phát hiện" vào năm 1521.
Người Tây Ban Nha đến Philippines vào thế kỷ XVI, các quốc gia của người Luzon bị tan rã và hình thành Đông Ấn Tây Ban Nha có thủ đô tại Cebu, thủ đô được chuyển về Manila sau thất bại của thủ lĩnh địa phương Rajah Sulayman vào năm 1570. Dưới thời Tây Ban Nha cai trị, Luzon còn được gọi là Nueva Castilla hay Tân Castilla.

## Địa lý

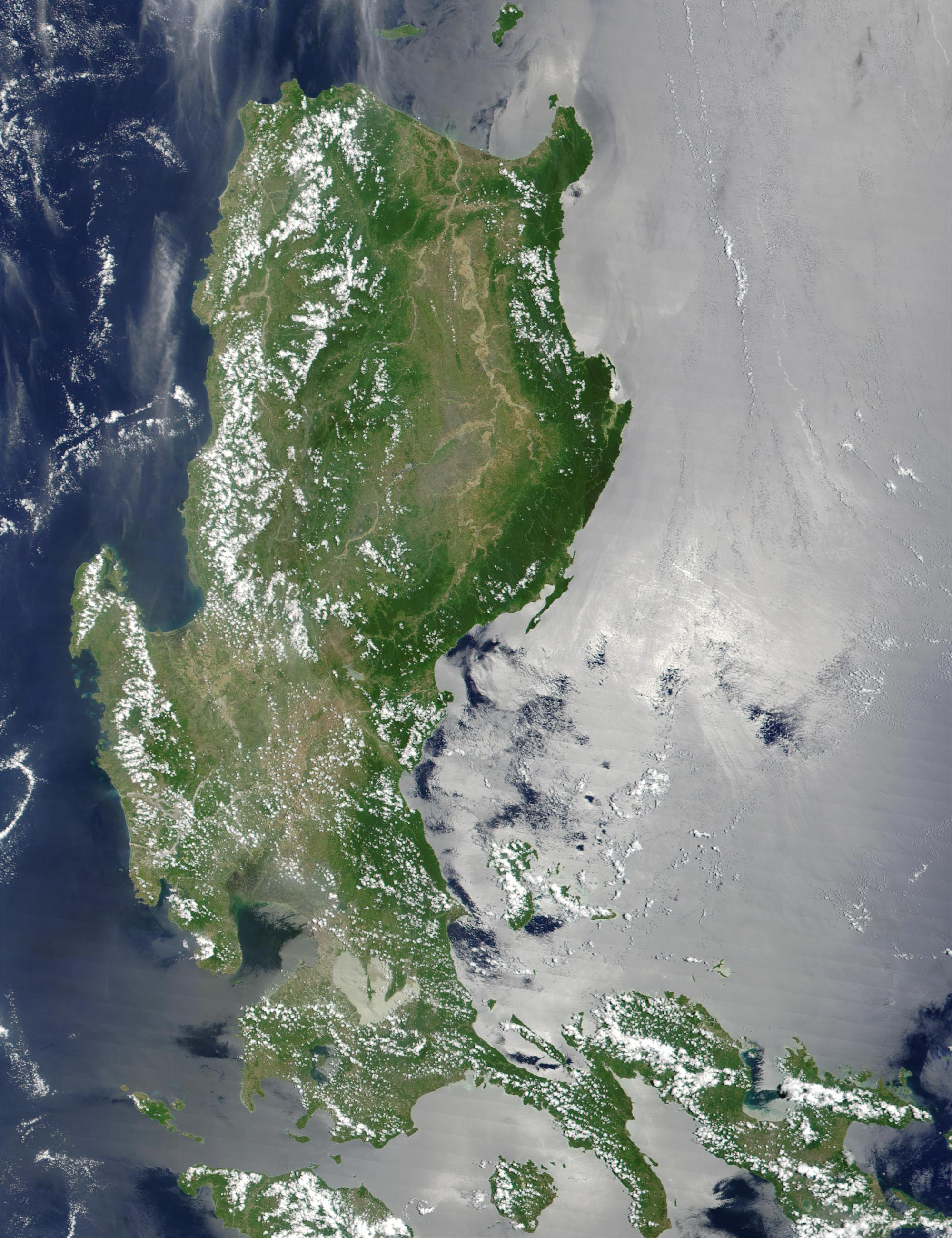
Ảnh vệ tinh của Luzon

Đảo chính Luzon có diện tích 109.964,9 km², là đảo rộng lớn thứ 15 trên thế giới. Đảo giáp với Biển Đông về phía tây, phía đông của đảo là Biển Philippines, còn phía bắc đảo là eo biển Luzon gồm eo biển Babuyan và Balintang. Đảo chính có hình dạng gần giống chữ nhật, có bán đảo Bicol nhô ra ở phía đông nam.
Luzon nói chung được phân thành bốn khu vực; Bắc, Trung và Nam Luzon, cùng với Vùng thủ đô quốc gia.
| Khu vực                    | Phân chia 6 vùng | Phân chia 4 vùng | Phân chia 3 vùng   | Phân chia 2 vùng   |
| -------------------------- | ---------------- | ---------------- | ------------------ | ------------------ |
| Vùng Ilocos                | Ilocandia        | Bắc Luzon        | Bắc và Trung Luzon | Bắc và Trung Luzon |
| Thung lũng Cagayan         | Ilocandia        | Bắc Luzon        | Bắc và Trung Luzon | Bắc và Trung Luzon |
| Vùng hành chính Cordillera | Cordilleras      | Bắc Luzon        | Bắc và Trung Luzon | Bắc và Trung Luzon |
| Trung Luzon                | Trung Luzon      | Trung Luzon      | Bắc và Trung Luzon | Bắc và Trung Luzon |
| Vùng thủ đô quốc gia       | Metro Manila     | Metro Manila     | Metro Manila       | Nam Luzon          |
| Calabarzon                 | Nam Tagalog      | Nam Luzon        | Nam Luzon          | Nam Luzon          |
| Mimaropa                   | Nam Tagalog      | Nam Luzon        | Nam Luzon          | Nam Luzon          |
| Vùng Bicol                 | Bicolandia       | Nam Luzon        | Nam Luzon          | Nam Luzon          |

### Tự nhiên

#### Bắc Luzon

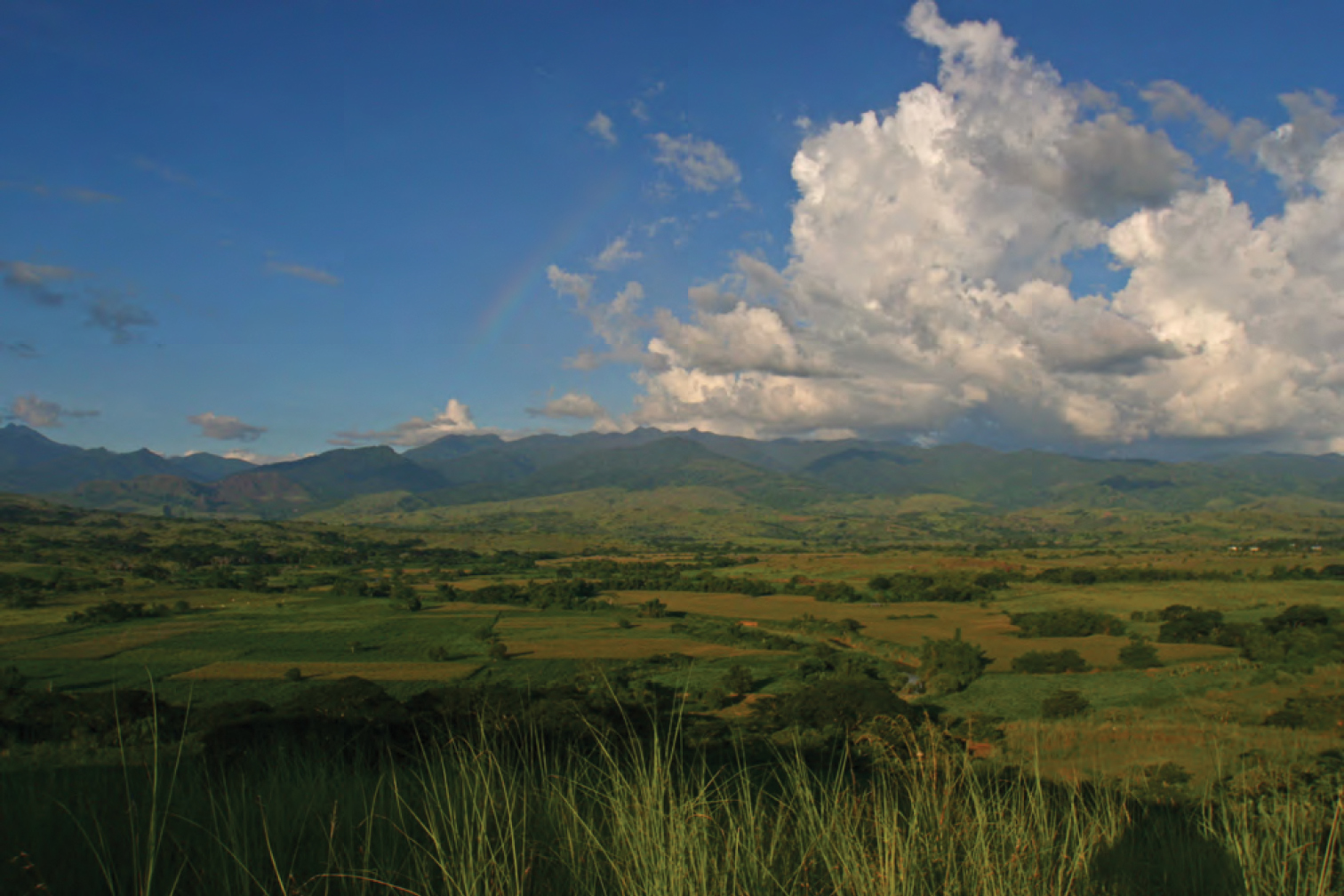
The Sierra Madre nhìn từ Cabagan, Isabela

Phần tây bắc của đảo, gồm hầu hết Vùng Ilocos, có đặc điểm là địa hình bằng phẳng trải dài từ bờ biển về phía đông cho đến dãy núi Cordillera Central.
Dãy Cordillera đặc trưng cho phần bắc-trung của đảo, bao phủ dãy núi này là hỗn hợp rừng thông nhiệt đới và rừng mưa núi cao. Trên dãy núi này có ngọn núi cao nhất của đảo là Pulag, với cao độ 2.922 m. Dãy núi này tạo thành đầu nguồn nước sông Agno chảy từ dốc núi Data, và uốn khúc dọc theo dãy nam Cordillera trước khi đến đồng bằng Pangasinan.
Phần đông bắc của Luzon nói chung có địa hình núi, Sierra Madre là dãy núi lớn nhất đảo quốc, vươn cao đột ngột cách bờ biển chỉ vài km. Nằm giữa hai dãy Sierra Madre và Cordillera Central là thung lũng Cagayan. Khu vực thung lũng này là nơi sản xuất gạo lớn thứ nhì và đứng hàng đầu về sản xuất ngô tại Philippines, là lưu vực của sông Cagayan, sông dài nhất tại Philippines.
Dọc theo giới hạn phía nam của Cordillera Central là dãy núi Caraballo ít được biết đến. Các ngọn núi tạo thành một liên kết giữa Cordillera Central và Sierra Madre, tách thung lũng Cagayan với đồng bằng Trung Luzon.

#### Trung Luzon

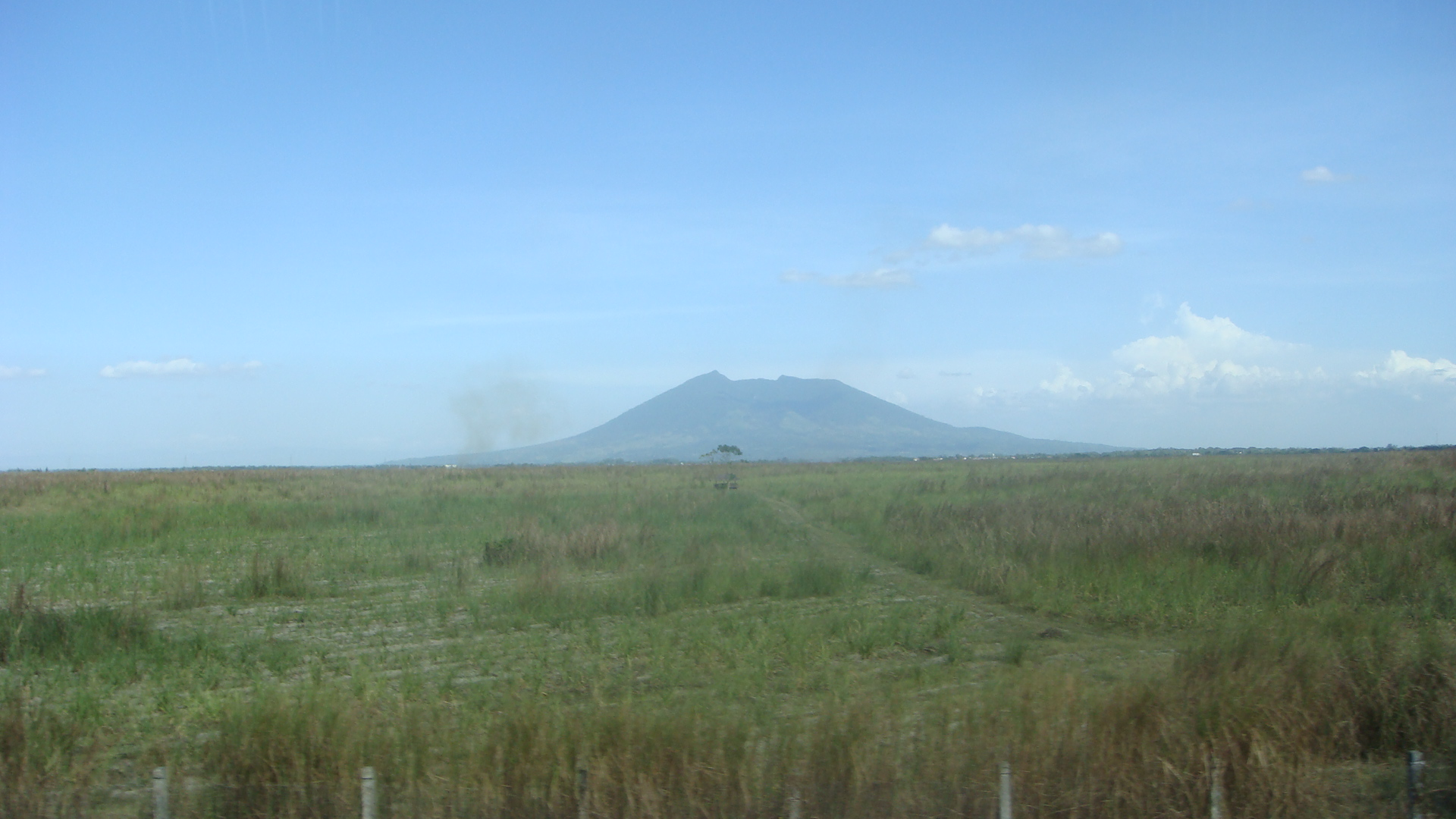
Đồng bằng Trung Luzon, hậu cảnh là núi Arayat

Phần miền trung của Luzon có đặc điểm địa hình bằng phẳng, được gọi là đồng bằng Trung Luzon, đây là đồng bằng lớn nhất trên đảo. Đồng bằng Trung Luzon có diện tích khoảng 11.000 km², là nơi sản xuất lúa gạo lớn nhất toàn quốc, được cung cấp nước tưới từ hai con sông lớn là Cagayan ở phía bắc và Pampanga ở phía nam. Tại phần trung tâm của đồng bằng có núi Arayat nhô lên.
Bờ biển phía tây của Trung Luzon có đặc trưng là bằng phẳng, kéo dài từ đường bờ biển cho đến dãy núi Zambales, trên đó có núi Pinatubo nổi tiếng nhờ vụ phun trào lớn vào năm 1991. Dãy núi này kéo dài đến biển ở phía bắc, tạo thành vịnh Lingayen, và về phía nam tạo thành bán đảo Bataan. Bán đảo Bataan bao quanh vịnh Manila, một bến cảng tự nhiên được cho là thuộc vào hàng tốt nhất tại Đông Á nhờ quy mô và vị trí địa lý chiến lược.
Dãy núi Sierra Madre tiếp tục kéo dài sang phần phía tây của Trung Luzon, uốn khúc về phía nam đế bán đảo Bicol.

#### Nam Luzon
Laguna de Bay chi phối phần phía bắc của Nam Luzon, đây là hồ lớn nhất toàn quốc với diện tích bề mặt 949 km², thoát nước vào vịnh Manila thông qua sông Pasig, một trong các sông quan trọng nhất đảo quốc nhờ có ý nghĩa lịch sử quan trọng và vì nó chảy qua trung tâm của Metro Manila.
Nằm cách 20 km về phía tây nam của Laguna de Bay là hồ Taal, đây là hồ miệng núi lửa. Vùng xung quanh hồ tạo thành dãy Tagaytay, từng là bộ phận của một núi lửa khổng lồ thời tiền sử bao gồm phần phía nam của tỉnh Cavite, thành phố Tagaytay và toàn bộ tỉnh Batangas.
Phần phía nam của Laguna là hai ngọn núi đơn độc là núi Makiling thuộc tỉnh Laguna, và núi Banahaw cao nhất vùng Calabarzon.
Bán đảo Bicol chi phối phần đông nam của Luzon, đây là một vùng đồi núi và hẹp, kéo dài khoảng 150 km về phía đông nam từ eo đất Tayabas thuộc tỉnh Quezon đến eo biển San Bernardino dọc bờ biển Sorsogon. Khu vực có một số núi lửa, nổi tiếng nhất trong số đó là núi lửa Mayon có hình dạng đối xứng với độ cao 2.460 m thuộc tỉnh Albay. Dãy Sierra Madre có giới hạn phía nam tại tỉnh Quezon. Địa hình có các ngọn núi cao nhô lên như núi Isarog và núi Iriga thuộc Camarines Sur, và núi Bulusan thuộc Sorsogon. Đường bờ biển của bán đảo Bicol có đặc trưng là gồm các bán đảo nhỏ, vịnh và vũng.

#### Đảo ngoại vi
Một số đảo ngoại vi nằm gần đảo chính Luzon được xếp là một bộ phận của nhóm đảo Luzon. Các đảo lớn nhất trong số đó là Palawan, Mindoro, Masbate, Catanduanes, Marinduque, Romblon và Polillo.

### Hành chính
Trên đảo Luzon có 7 vùng hành chính, 30 tỉnh, và tính đến năm tính đến  năm 2014 có 68 thành phố (8 vùng, 38 tỉnh và 71 thành phố nếu tỉnh cả các đảo liên kết).
| Vị trí                                                               | Vùng (designation)               | Dân số (2015)           | Diện tích     | Mật độ | Trung tâm vùng          | Thành phần- Tỉnh - Thành phố hoặc khu tự quản độc lập - ∗ Đảo liên kết |
| -------------------------------------------------------------------- | -------------------------------- | ----------------------- | ------------- | ------ | ----------------------- | --- |
| Map of the Philippines highlighting the Ilocos Region                | Vùng Ilocos (Vùng I)             | 5.026.128 (5,0%)        | 13.012,60 km² | 390    | San Fernando (La Union) | 5 - Dagupan - Ilocos Norte - Ilocos Sur - La Union - Pangasinan |
| Map of the Philippines highlighting Cagayan Valley                   | Thung lũng Cagayan (Vùng II)     | 3.451.410 (3,4%)        | 28.228,83 km² | 120    | Tuguegarao              | 6 - Batanes* - Cagayan - Isabela - Nueva Vizcaya - Quirino - Santiago |
| Map of the Philippines highlighting Central Luzon                    | Central Luzon (Region III)       | 11.218.177 (11,1%)      | 22.014,63 km² | 510    | San Fernando (Pampanga) | 9 - Angeles - Aurora - Bataan - Bulacan - Nueva Ecija - Olongapo - Pampanga - Tarlac - Zambales                                                                                                 |
| Map of the Philippines highlighting CALABARZON                       | Calabarzon (Region IV-A)         | 14.414.774 (14,3%)      | 16.873,31 km² | 850    | Calamba                 | 6 - Batangas - Cavite - Laguna - Lucena - Quezon - Rizal |
| Map of the Philippines highlighting MIMAROPA                         | Mimaropa (Vùng IV-B)             | 2.963.360 (2,9%)        | 29.620,90 km² | 100    | Calapan                 | 6 - Marinduque* - Occidental Mindoro* - Oriental Mindoro* - Palawan* - Puerto Princesa* - Romblon*                                                                                              |
| Map of the Philippines highlighting the Bicol Region                 | Vùng Bicol (Vùng V)              | 5.796.989 (5,7%)        | 18.155,82 km² | 320    | Legazpi                 | 7 - Albay - Camarines Norte - Camarines Sur - Catanduanes* - Masbate* - Naga - Sorsogon |
| Map of the Philippines highlighting Cordillera Administrative Region | Vùng hành chính Cordillera (CAR) | 1.722.006 (1,7%)        | 19.422,03 km² | 89     | Baguio                  | 7 - Abra - Apayao - Baguio - Benguet - Ifugao - Kalinga - Mountain Province |
| Map of the Philippines highlighting the National Capital Region      | Vùng thủ đô quốc gia (NCR)       | 12.877.253 (12,8%)      | 611,39 km²    | 21.000 | Manila                  | 17 - Caloocan - Las Piñas - Makati - Malabon - Mandaluyong - Manila - Marikina - Muntinlupa - Navotas - Parañaque - Pasay - Pasig - Pateros - Thành phố Quezon - San Juan - Taguig - Valenzuela |
| Vùng                                                                 | Vùng                             | Điều tra nhân khẩu 2015 | Diện tích     | Mật độ | Trung tâm vùng          | Thành phần |
| 1. 2. 3. 4.                                                          |                                  |                         |               |        |                         | |

## Nhân khẩu

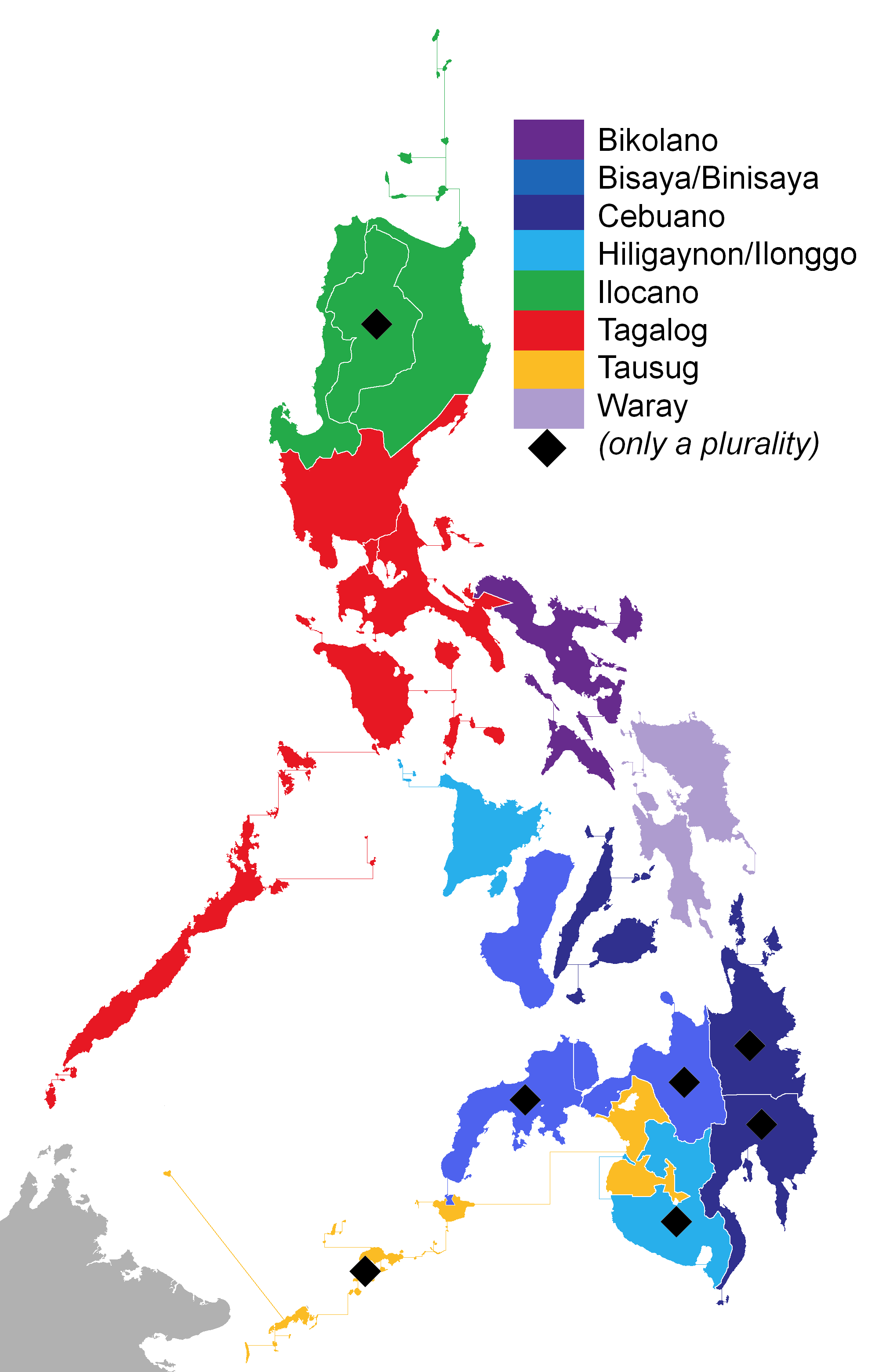
Các ngôn ngữ Tagalog, Ilocano và Bicolano chiếm ưu thế tại Luzon.

Theo điều tra nhân khẩu năm 2015, dân số Luzon là 53.336.134 người, là đảo đông dân thứ tư trên thế giới.
Tại Luzon có bảy nhóm dân tộc-ngôn ngữ lớn. Người Ilocano chiếm ưu thế tại miền bắc Luzon, còn người Kapampangan và người Pangasinan, cùng người Tagalog và người Sambal cư trú tại Trung Luzon. Người Tagalog chiếm ưu thế tại Vùng thủ đô quốc gia, CALABARZON và các tỉnh đảo Marinduque và Mindoro, còn người Bicol cư trú tại phía nam bán đảo Bicol. Người Visayas chiếm ưu thế tại các tỉnh đảo Masbate, Palawan và Romblon.
Các dân tộc khác có số lượng ít hơn là Aeta tại Zambales và Bataan, Ibanag tạiCagayan và Isabela và Igorot/Cordillera tại Cordillera.
Do di cư trong thời gian gần đây, các cư dân người Hoa và người Moro cũng hiện diện tại các khu vực thành thị. Những người lai Tây Ban Nha, Mỹ hay Nhật cũng hiện diện. Hầu hết người Mỹ định cư tại các thành phố đô thị hóa cao tại Trung Luzon là Angeles và Olongapo do từng có các căn cứ không quân và hải quân của Hoa Kỳ tại đó, còn đa số người Hàn Quốc và Nhật Bản cư trú tại các thành thị lớn.
Gần như toàn bộ các ngôn ngữ tại Luzon đều thuộc về nhóm Borneo–Philippines thuộc ngữ tộc Mã Lai-Đa Đảo của ngữ hệ Nam Đảo. Các ngôn ngữ khu vực chính yếu gồm có: Tagalog, Ilocano, Bicolano, Kapampangan và Pangasinan. Nhiều cư dân Luzon nói tiếng Anh, còn việc sử dụng tiếng Tây Ban Nha suy yếu sau khi Hoa Kỳ chiếm đóng Philippines.
Giống như hầu hết Philippines, tôn giáo chính tại Luzon là Cơ Đốc giáo, trong đó Công giáo La Mã là giáo phái chủ yếu. Các giáo phái Cơ Đốc khác gồm có Nhân Chứng Giê-hô-va, Tin Lành, Giáo hội Độc lập Philippines (Aglipayans), Mormons và Iglesia ni Cristo. Các truyền thống và tín ngưỡng bản địa vẫn tồn tại song hiếm thấy. Ngoài ra, còn có các cộng đồng tín đồ Ấn Độ giáo, Phật giáo và Hồi giáo tại Metro Manila và những nơi khác, theo chân người Moro và người Hoa di cư đến đảo.

## Kinh tế
Kinh tế Luzon tập trung tại Metro Manila, trong đó Makati giữ vai trì là trung tâm kinh tế và tài chính chủ yếu. Các công ty lớn như Ayala, Jollibee Foods Corporation, SM Group, và Metrobank đặt trụ sở tại các khu kinh doanh của Makati, Ortigas Center và Bonifacio Global City. Công nghiệp tập trung tại và xung quanh các khu vực đô thị của Metro Manila, còn nông nghiệp chiếm ưu thế tại các khu vực khác trên đảo với các loại cây trồng như lúa, chuối, xoài, dừa, dứa và cà phê. Các lĩnh vực khác gồm có chăn nuôi, du lịch, khai mỏ và ngư nghiệp.